# 环辛二烯甲醇铱二聚体
环辛二烯甲醇铱二聚体是一种有机铱化合物，化学式为Ir2(OCH3)2(C8H12)2。它是黄色固体，可溶于有机溶剂。它是其它铱配合物的前驱体，由其所得的一部分配合物可用于均相催化。
它可由环辛二烯氯化铱二聚体和甲醇钠反应制得。该配合物中，中心的铱处于d8配合物典型的平面正方形环境，Ir2O2核处于折叠构型。